# Comuna Piskî, Ivankiv
Piskî (în ucraineană Піски) este o comună în raionul Ivankiv, regiunea Kiev, Ucraina, formată din satele Domanivka, Karpîlivka, Kovalivka și Piskî (reședința).

## Demografie
Componența lingvistică a comunei Piskî
     Ucraineană (96,36%)
     Rusă (1,82%)
Conform recensământului din 2001, majoritatea populației comunei Piskî era vorbitoare de ucraineană (96,36%), existând în minoritate și vorbitori de rusă (1,82%) și armeană (1,66%).